# Tiszacsécse, Szabolcs-Szatmár-Bereg
Tiszacsécse  este un sat în districtul Fehérgyarmat, județul Szabolcs-Szatmár-Bereg, Ungaria, având o populație de 246 de locuitori (2011). 

## Demografie
Componența etnică a satului Tiszacsécse
     Maghiari (90%)
     Romi (10%)
Componența confesională a satului Tiszacsécse
     Reformați (74,39%)
     Fără religie (4,47%)
     Necunoscută (21,14%)
Conform recensământului din 2011, satul Tiszacsécse avea 246 de locuitori. Din punct de vedere etnic, majoritatea locuitorilor (90,0%) erau maghiari, cu o minoritate de romi (10,0%).  Din punct de vedere confesional, majoritatea locuitorilor (74,39%) erau reformați, cu o minoritate de persoane fără religie (4,47%). Pentru 21,14% din locuitori nu este cunoscută apartenența confesională.